# Seitenschweller

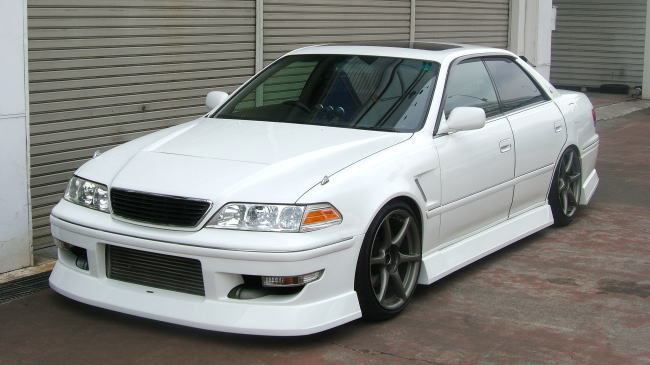
Ein getunter Toyota Mark II mit in Wagenfarbe lackierten Seitenschwellern und Frontspoiler

Bei Seitenschwellern handelt es sich um am Schweller unterhalb der Fahrer- und Beifahrertür eines Autos angebrachte Kunststoffschienen.

## Beschreibung
Die Seitenschweller werden fest mit dem tragenden Schweller verschraubt und dienen im Rennsport der Verbesserung der Umströmung eines Rennwagens. Im Zusammenspiel mit Spoilern, Front- und Heckflügeln sowie anderen Anbauteilen wird die Straßenlage eines Rennwagens verbessert, da bei höheren Geschwindigkeiten ein Ansaugeffekt entsteht, also der Auftrieb verringert wird. Bei privat genutzten Fahrzeugen dienen Seitenschweller in der Regel nur dazu, die Karosserie zu verschönern. 